# خطوط آلاسكا الجوية الرحلة 1866
خطوط آلاسكا الجوية الرحلة 1866 طائرة بوينغ 727-193 التابعة لخطوط آلاسكا الجوية في رحلة طيران من أنكوريج إلي سياتل عبر كوردوفا وياكوتات وجونو وسيتكا في 4 سبتمبر 1971 وبعد إقلاعها من جونو عاصمة ولاية ألاسكا حصل إنذار من نظام تحذير الاقتراب الأرضي بإن الطائرة مقتربة من الأرض وبعدها كانوا قريبين من الأصطدام بجبل روبرتس وغابة تونغاس الوطنية وبعدها أصطدموا بالجبل وقتل جميع الركاب والطاقم البالغ عددهم 111 شخصا.